# Diamoci del tu (programma televisivo)
Diamoci del tu è stato un programma televisivo di intrattenimento italiano in sei serate trasmesso dalla RAI sul Secondo Canale a partire dal 23 marzo 1967. Il programma era condotto da Giorgio Gaber e Caterina Caselli per la regia di Romolo Siena. L'ultima serata del 1º maggio 1967 fu trasmessa sul Programma Nazionale.

## Descrizione
Il programma alternava momenti musicali e intrattenimento con ospiti del mondo dello spettacolo, tra i quali vi furono Marisa Sannia, Antoine, i Byrds, Lina Volonghi, Gian Maria Volonté, Ombretta Colli, Adriano Celentano, Carmen Villani e Gino Paoli.
Durante il programma fecero il loro esordio in televisione Francesco Guccini, che presentò il brano Auschwitz e Franco Battiato, che cantò La torre.
Recentemente Dalia Gaberščik, figlia di Giorgio Gaber, ha raccontato che all'epoca Battiato si faceva chiamare col suo nome di battesimo ("Francesco") e che Gaber, per distinguerlo dal suo omonimo Guccini decise di contrarne il nome in "Franco".